# Karl Otto Mühl

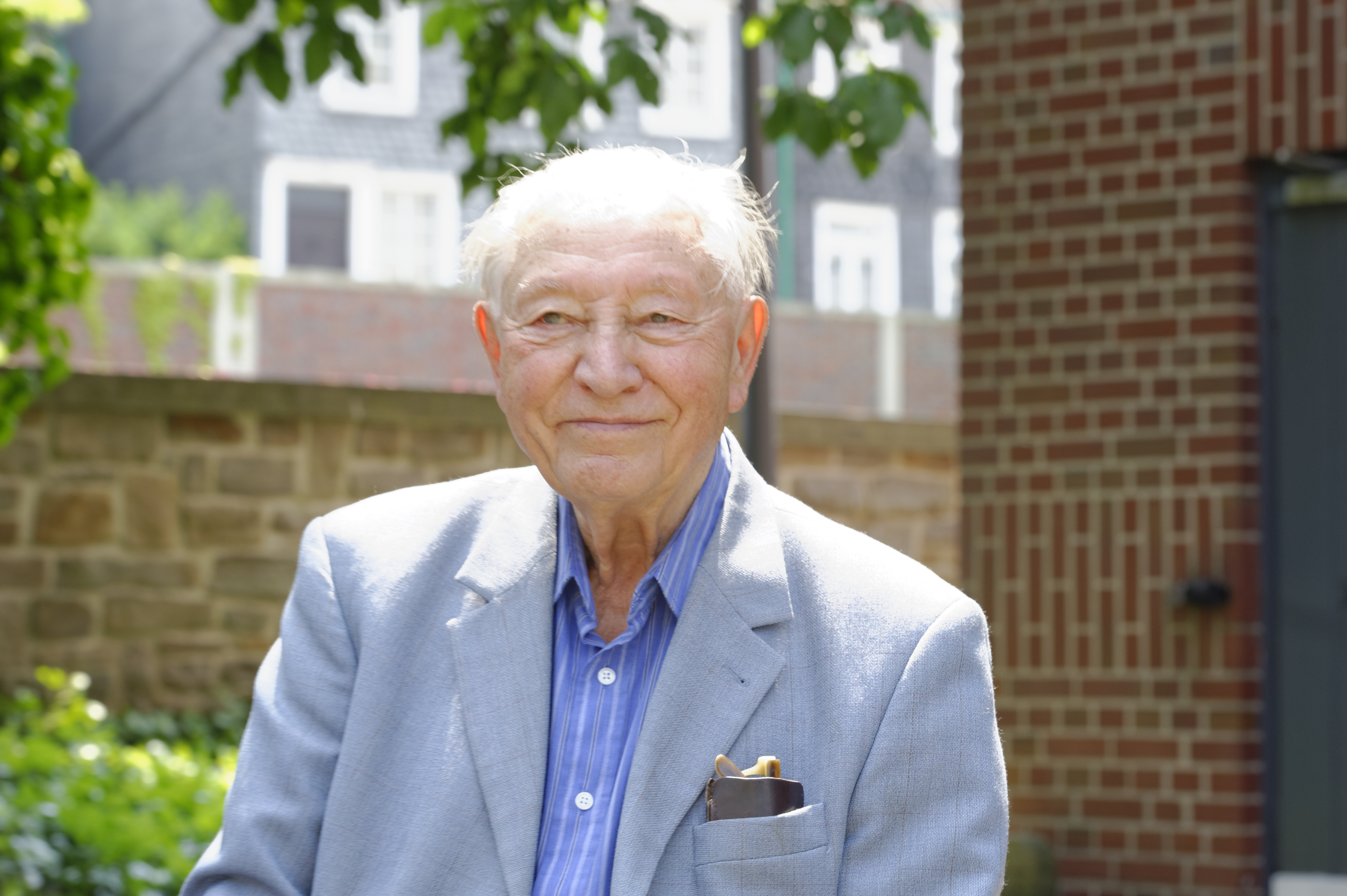
Karl Otto Mühl auf dem Engelsfest Wuppertal (2013)

Karl Otto Mühl (* 16. Februar 1923 in Nürnberg; † 21. August 2020 in Wuppertal) war ein deutscher Schriftsteller.

## Leben
Karl Otto Mühl war der Sohn eines Werkmeisters, der 1929 mit seiner Familie nach Wuppertal zog. Dort besuchte Mühl die Realschule bis zur Mittleren Reife und absolvierte anschließend eine kaufmännische Lehre. Ab 1941 nahm er als Soldat der Wehrmacht am Zweiten Weltkrieg teil. 1942 geriet er in Nordafrika in britische Kriegsgefangenschaft. Die nächsten fünf Jahre verbrachte er in Gefangenenlagern in Afrika, den Vereinigten Staaten und Großbritannien. Nach seiner Rückkehr nach Wuppertal im Jahre 1947 holte er 1948 das Abitur am Carl-Duisberg-Gymnasium nach.
Mühl arbeitete anschließend als Werbeleiter in einem Industriebetrieb. Von 1952 bis 1960 war er Export-Sachbearbeiter, von 1961 bis 1968 Verkaufsleiter und von 1968 bis zu seiner Pensionierung im Jahre 1986 Exportleiter in einem Betrieb der Wuppertaler Metallindustrie. Seit 1970 war er verheiratet; er lebte in Wuppertal.
Karl Otto Mühls schriftstellerische Anfänge reichen in die 1930er Jahre zurück, als in der Wuppertaler Lokalpresse erste Geschichten von ihm erschienen. Auch während seiner Ausbildungszeit schrieb er weiter. Während der Kriegsgefangenschaft verfasste er Einakter und Possen für das Lagertheater, daneben Privates. 1944 machte er in den USA die Bekanntschaft des ebenfalls kriegsgefangenen Schriftstellers Tankred Dorst, mit dem er ab 1947 Mitglied in der Wuppertaler Künstlergruppe Der Turm war. Nach dem Wiedereintritt ins Berufsleben Ende der 1940er Jahre pausierte Mühl lange Jahre als Schriftsteller; erst ab 1964 begann er erneut, in seiner Freizeit literarische Texte zu verfassen. Seinen Durchbruch erlebte er 1974 mit dem Theaterstück Rheinpromenade, das mit seiner kritisch-realistischen Schilderung eines kleinbürgerlichen Schicksals im Zeittrend lag und zahlreiche Aufführungen an deutschen Theatern erlebte. Mühl war in erster Linie Dramatiker, er verfasste aber auch autobiografisch geprägte Romane, Kinderbücher, Gedichte und Hörspiele.
Karl Otto Mühl war seit 1977 Mitglied des Verbandes Deutscher Schriftsteller und seit 2000 des PEN-Zentrums Deutschland.

## Auszeichnungen
- 1975 Eduard-von-der-Heydt-Kulturpreis der Stadt Wuppertal
- 1985 Porträtbüste von Peter Hohberger[3]
- 2006 Literaturpreis der Enno und Christa Springmann-Stiftung

## Werke
- Rheinpromenade. Rosenmontag. Berlin 1974.
- Siebenschläfer. Darmstadt [u. a.] 1975.
- Kur in Bad Wiessee. Frankfurt am Main 1976.
- Wanderlust. Frankfurt am Main 1977.
- Hoffmanns Geschenke. Frankfurt am Main 1978.
- Die Reise der alten Männer. Frankfurt am Main 1980.
- Trumpeners Irrtum. Darmstadt [u. a.] 1981.
- Verbindlichen Dank. Frankfurt am Main 1992.
- Fremder Gast. Frankfurt am Main 1995.
- Ein Neger zum Tee. Wuppertal 1995.
- Fernlicht. Wuppertal 1997.
- Jakobs seltsame Uhren. Wuppertal 1999.
- Das Privileg. Wuppertal 2001.
- Inmitten der Rätsel. Gedichte 1997 bis 1999. Mit einem Vorwort von Jörg Aufenanger. 1. Auflage. Nordpark, Wuppertal 2002, ISBN 3-935421-10-9.
- Hungrige Könige. Roman. 1. Auflage. NordPark-Verlag, Wuppertal 2005, ISBN 3-935421-05-2.
- Nackte Hunde. Roman. 1. Auflage. Nordpark, Wuppertal 2005, ISBN 3-935421-06-0.

## Sekundärliteratur
- Karl Otto Mühl zum 80. Geburtstag. Wuppertal 2003